# Río Grande kommun, Mexiko
Río Grande är en kommun i Mexiko.   Den ligger i delstaten Zacatecas, i den centrala delen av landet, 600 km nordväst om huvudstaden Mexico City.
Följande samhällen finns i Río Grande:
- Río Grande
- Las Esperanzas
- Los Condes
- Tierra Blanca
- Ciénega y Mancilla
- Ignacio López Rayón
- Noria del Boyero
- Los Márquez
- Anastasio V. Hinojosa
- Ignacio Zaragoza
- Alfonso Medina